# Vitrai-sous-Laigle
Vitrai-sous-Laigle är en kommun i departementet Orne i regionen Normandie i nordvästra Frankrike. Kommunen ligger i kantonen L'Aigle-Est som tillhör arrondissementet Mortagne-au-Perche. År 2022 hade Vitrai-sous-Laigle 213 invånare.

## Befolkningsutveckling
Antalet invånare i kommunen Vitrai-sous-Laigle
| Referens: INSEE |